# جزيرة جوالا
جزيرة جوالا هي إحدى الجزر الصغيرة في نابولي، قبالة منطقة بوسيليبو السكنية بالمدينة، في مدينة نابولي الكبرى ومنطقة كامبانيا، جنوب غرب إيطاليا.

## الجغرافية
تقع في البحر في خليج نابولي، كجزء من أرخبيل كامبانيان البركاني في البحر التيراني.تقع الجزيرة في وسط خليج جوالا وهي محمية بحرية طبيعية.

## التاريخ
أخذت الجزيرة اسمها من التجاويف المنتشرة على ساحل بوسيليبو. واللتي تعني باللاتينية («الكهف الصغير») وحرفت مع الزمن لتصبح جوالا. في الأصل، كانت الجزيرة الصغيرة تُعرف باسم إيبولا ، وكانت حامية للملاحة الآمنة، وموقعًا لمعبد صغير.
الجزيرة قريبة جدًا من الساحل، ويمكن الوصول إليها بالسباحة.
في القرن السابع عشر، كانت الجزيرة مليئة بالمصانع الرومانية القديمة، وأصبحت الجزيرة نقطة بحرية للدفاع عن خليج نابولي في القرنين التاليين.
هناك قصة عن ناسك كان يسكن الجزيرة ويقال أنة كان ساحرا وكان يعيش علي مايقدمة له صيادون المنطقة وفيما بعد بني بالجزيرة فيلا صغيرمازالت موجودة حتي الآن وإمتلكها لاحقا المهندس البحري نيلسون فولي، صهر السير آرثر كونان دويل من عام 1896-1903، ثم إمتلكها نورمان دوغلاس، مؤلف كتاب أرض سيرن ، لكنه باعها إلى فولي مرة أخرى.
.

### القرن العشرين

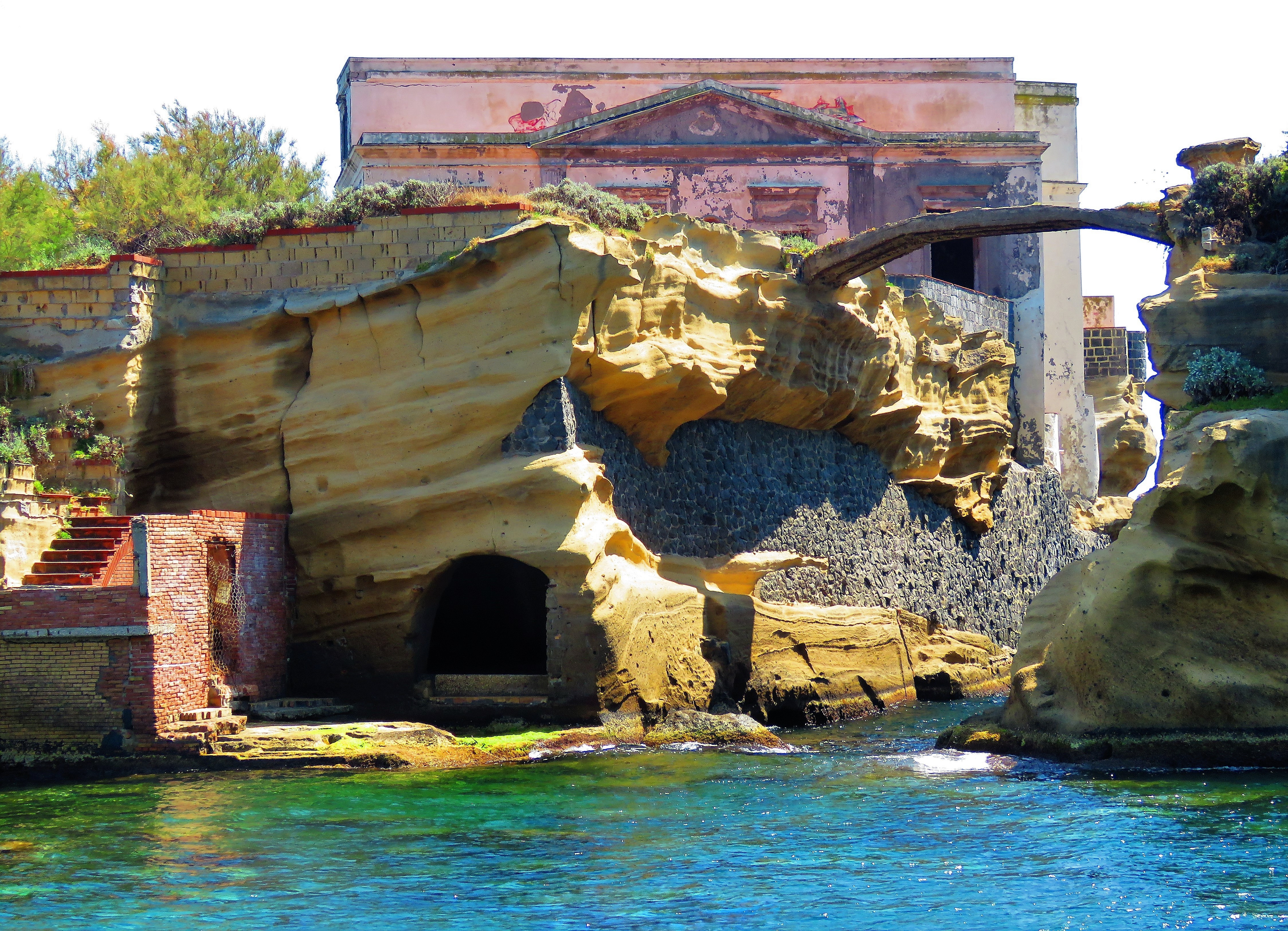
الفيلا على الجزيرة

أسطورة نابولي جيولا: اعتبرت جيولا «جزيرة ملعونة» تخفي بجمالها «مصيرًا مجهولا»، «لعنة جيولا».
تطورت السمعة من الوفيات المتكررة لعائلات ملاك الجزيرة في القرن العشرين. فعلي سبيل المثال، وفي عشرينيات القرن الماضي، كانت ملكًا للسويسري هانز براون، الذي عُثر عليه ميتًا وملفوفًا في بساط. , بعد فترة قصيرة، غرقت زوجته في البحر. والمالك التالي كان الألماني أوتو غرونباك، الذي توفي بنوبة قلبية أثناء إقامته في الجزيرة. انتحر المالك التالي، صانع الأدوية موريس إيف ساندوز ، في مستشفى للأمراض العقلية في سويسرا.
ومالكها اللاحق، هو صانع الصلب الألماني، البارون كارل بول لانغهايم، تعرض للدمار الاقتصادي. ومن بعدة، أصبحت الجزيرة أيضًا ملكًا لـ: جياني أنيلي، مالك شركة فيات للسيارات في تورينيزي، والذي عانى من وفاة العديد من أقاربة؛ وبعدة ج. بول جيتي، الذي عانى من انتحار ابنه الأكبر، وموت ابنه الأصغر، وخطف حفيده، قبل وفاته.
كان آخر مالك خاص للجزيرة هو جيانباسكوال جرابوني، والذي دخل السجن. وتحدثت الصحافة الإيطالية عن لعة الجزيرة من جديد في عام 2009، بعد مقتل فرانكو أمبروسيو وزوجته جيوفانا ساكو، اللذان كانا بمتلكان فيلا مقابل الجزيرة.

## الوضع الحالي
الجزيرة الآن ملك لحكومة منطقة كامبانيا، وهي محمية بحرية خاصة.